# Colegio Nacional Loperena

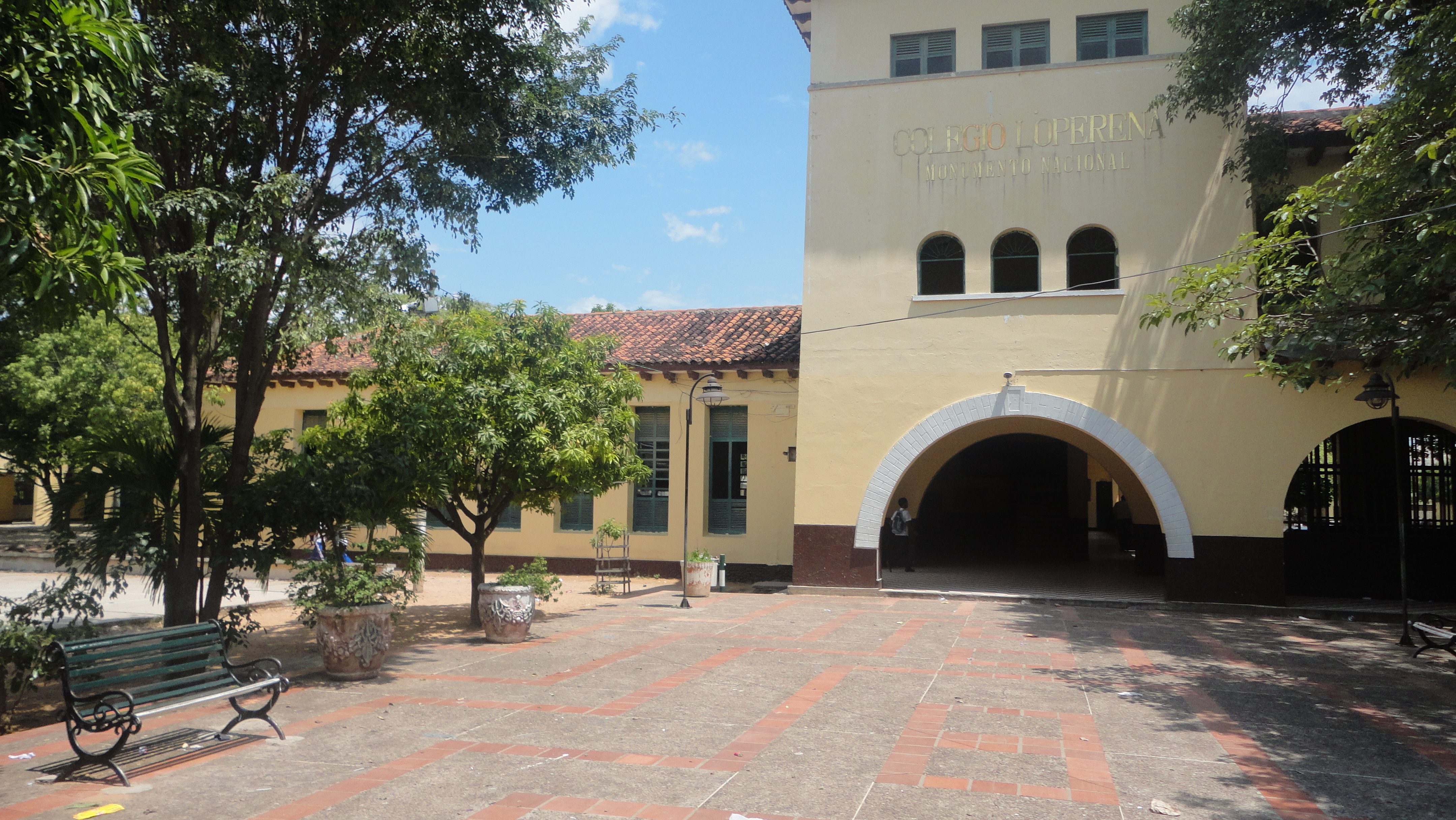
Sede del Colegio Loperena de Valledupar.

El Colegio Nacional Loperena, apodado Alma mater del Cesar, es una institución educativa colombiana vinculada al sector oficial, ubicada en el municipio de Valledupar, Cesar, en la que se ofrecen los niveles educativos de educación preescolar, básica primaria, básica secundaria y media académica.

## Ubicación
La sede principal de la Institución Educativa Loperena, está ubicada en la calle 16 entre carreras 11 y 12, en Valledupar, Cesar, Colombia. 
Planos y vistas satelitales: 10°28′24.2″N 73°14′55.4″O / 10.473389, -73.248722.

## Historia
A principios de siglo XX, Valledupar, entonces parte del Magdalena Grande no contaba con colegio de bachillerato para su población, por lo que el dirigente político liberal y congresista del Magdalena Pedro Castro Monsalvo, presentó un proyecto de Ley ante el Congreso de Colombia para crear el colegio. El proyecto fue aprobado en plenaria y se convirtió en la Ley 95 del 21 de diciembre de 1940. El colegio fue bautizado con el nombre de heroína valduparense, Doña María Concepción Loperena de Fernández de Castro.
A partir de 1942, las primeras instalaciones del Colegio Nacional Loperena estaban localizadas en un lote que pertenecía a la escuela de artes y oficios -actual Escuela de Bellas Artes-, iniciando clases con dos cursos de cuarto grado de primaria con 28 estudiantes y primero de bachillerato con 32 estudiantes que eran instruidos por 6 docentes.
En 1951, el ingeniero Silvestre Dangond Daza terminó de construir las instalaciones del colegio en la Comuna uno de Valledupar. El nuevo edificio fue aprobado por el Ministerio de Educación Nacional (MEN) y en 1957 se graduó la primera promoción compuesta por 9 bachilleres, siendo rector Gustavo Rey Torres.
El primer rector del Colegio fue Don Joaquín Ribón, el coordinador de Disciplina era José Celedón y su primer secretario, Eloy Quintero Araújo.
El evento de la Semana Cultural fue propicio para la promoción y visibilización de expresiones culturales en general, pero más específicamente, de la música, lo que sirvió como escuela y ventana de exposición a figuras del folclor vallenato como Diomedes Díaz y Rafael Orozco Maestre.
En 1993, las instalaciones del Colegio Nacional Loperena fueron declaradas "Monumento Nacional de Colombia" mediante la Ley 93 del 14 de diciembre del mismo año.
A partir del 2002, la Secretaría de Educación Departamental del Cesar, mediante Resolución No. 1270 del 17 de julio de 2002, clasificó al Colegio como una "Institución Educativa, constituida por los niveles de Preescolar, Básica Primaria, Media Básica y Media Completa", aunque las sedes para preescolar y primaria se encuentran en las escuelas 'Vicente Roig y Villalba y la Concentración Santodomingo.